# الیزابت چمبرز (شخصیت تلویزیونی)
الیزابت چمبرز(زاده ۱۸ اوت ۱۹۸۲) یک شخصیت تلویزیونی آمریکایی است. او که به عنوان بنیانگذار زنجیره خرده فروشی BIRD Bakery مستقر در تگزاس شناخته می‌شود، از آشپزی تعطیلات در کانال آشپزی، امروز و شبکه غذا فیلمبرداری کرده‌است. او همچنین برای نقش آفرینی در فیلم نقشه بازی شناخته شده‌است و در سریال‌های تلویزیونی کوسه و ذهن جنایتکار ظاهر شد.

## اوایل زندگی
الیزابت چمبرز در سن آنتونیو، تگزاس به دنیا آمد. او بزرگ‌ترین از چهار فرزند است و مادربزرگ مادری‌اش مورین کارناتان، تبار بریتانیایی بود و در هند بزرگ شد. او روزنامه‌نگاری را در دانشگاه تگزاس در آستین خواند.

## حرفه
اولین کار چمبرز به عنوان خبرنگار در شبکه تلویزیونی ال گور، کرنت تی وی بود. او همچنین خبرنگار اخبار سرگرمی امشب , E! اخبار در حال حاضر و دسترسی به هالیوود. او در فیلم نقشه بازی و در برنامه‌های تلویزیونی ذهن‌های جنایتکار، 2 Broke Girls و Shark بازی کرد. در سال ۲۰۲۰، او به لیست «فارغ التحصیلان برجسته» دانشگاه تگزاس - آستین معرفی شد.
چمبر مالک BIRD Bakery است که در سال ۲۰۱۲ در سن آنتونیو و در سال ۲۰۱۶ در دالاس، تگزاس افتتاح شد. در سال ۲۰۱۲ تأسیس شد، محصولات پخته شده آن بر اساس دستور العمل‌های آشپزخانه مادربزرگش است
در سال ۲۰۱۹، دو کارمند BIRD Bakery، که ظاهراً مستقل عمل می‌کردند، به جرم سرقت بیش از ۱۲۰۰۰۰ دلار از این کسب و کار طی چندین سال متهم شدند.
چمبرز در ژوئن ۲۰۱۹ داور مهمان در «بهترین نانوای آمریکایی» شبکه غذا بود. و در قسمت شیرینی‌های خرد شده برای قسمت‌های ۱۰۵ («Tiny Treats»)، ۱۰۶ («کوکی‌های سخت») و ۱۰۷ («دسرهای میلیون دلاری») فوریه و مارس ۲۰۲۰.
چمبرز در ژوئن ۲۰۱۹ در برنامه Food Network «بهترین نانوا در آمریکا» داور مهمان بود. و در Chopped Sweets برای قسمت‌های ۱۰۵ ("عذاب‌های کوچک")، ۱۰۶ ("کوکی‌های سخت") و ۱۰۷ ("دسرهای میلیون دلاری") در فوریه و مارس 2020.

### دفاع
او برای بانک غذای سن آنتونیو پول جمع‌آوری کرده‌است. نانوایی BIRD چمبرز همچنین با شرکت غیرانتفاعی سرطان، سالود، همکاری کرد، که او به طراحی یک کوکی به نفع بیماران سرطانی کودکان کمک کرد. غذاهایی که در نانوایی پرنده فروخته نمی‌شوند جعبه‌بندی می‌شوند و توسط سازمان‌های غیرانتفاعی محلی برداشت می‌شوند. از جمله کلیساها، آتش‌نشانی و ادارات پلیس، بنیاد خانه فیشر، بنیاد بیماری کلیه پلی کیستیک.

## زندگی شخصی
در سال ۲۰۱۰، چمبرز با هنرپیشه آرمی همر ازدواج کرد. آنها دو فرزند دارند، یک دختر (متولد ۲۰۱۵) و یک پسر (متولد 2017). آنها در ژوئیه ۲۰۲۰ از هم جدا شدند. او در حال حاضر با فرزندانش در جزایر کیمن زندگی می‌کند.
در جریان رسوایی آرمی همر، اسنادی منتشر شد که حاکی از ارتباط همسر سابق او با مدعیان اصلی بود. بر اساس پیام‌های منتشرشده توسط اِفی (مدعی اصلی علیه آرمی همر) در سال ۲۰۲۲، ادعاهایی مبنی بر همکاری الیزابت چمبرز، همسر سابق همر، با اتهام‌زنندگان مطرح شده است. این پیام‌ها که در حساب اینستاگرام اِفی منتشر شد، نشان می‌دهد چمبرز ظاهراً از اِفی خواسته بود تا به صورت رسمی علیه همر اعلام جرم کند. در حالی که اِفی در بیانیه‌ای چمبرز را متهم کرد که می‌خواهد از این موقعیت "سودجویی" کند.  

## فیلم‌شناسی

### فیلم
| سال  | عنوان     | نقش    | یادداشت |
| ---- | --------- | ------ | ------- |
| ۲۰۰۷ | نقشهٔ بازی | کاترین |         |

### تلویزیون
| سال       | عنوان                              | نقش                                                                      | یادداشت |
| --------- | ---------------------------------- | ------------------------------------------------------------------------ | ------- |
| ۲۰۰۵–۲۰۰۶ | ذهن‌های جنایتکار                    | نقش مکمل، ۲ قسمت                                                         |         |
| ۲۰۰۷      | کوسه                               | قسمت‌ها: دنیای وین ۲: انتقام کوسه                                         |         |
| ۲۰۱۵      | آشپزخانه شبکه غذایی                | ۱ قسمت (اولین طعم پاییز)                                                 |         |
| ۲۰۱۵–۲۰۱۷ | نمایش شکر                          | ۶ قسمت                                                                   |         |
| ۲۰۱۶      | جنگ‌های کیک کوچک شبکه غذایی         | ۷ قسمت                                                                   |         |
| ۲۰۱۹      | بهترین نانوای شبکه غذایی در آمریکا | ۱ قسمت                                                                   |         |
| ۲۰۲۰      | شیرینی خرد شده                     | قسمت‌ها: ۱۰۵ (غذاهای کوچک)، ۱۰۶ (کوکی‌های سخت) و ۱۰۷ (دسرهای میلیون دلاری) |         |